# 智識寺 (千曲市)
智識寺（ちしきじ）は、長野県千曲市大字上山田にある真言宗智山派の寺院。山号は清源山。本尊は十一面観世音菩薩。

## 歴史
天平12年（740年）創建とされる古刹で、伝承では大同2年（807年）征夷大将軍坂上田村麻呂が堂宇を改修したという。鎌倉時代には鎌倉幕府を開いた源頼朝の信仰も篤く、建久9年（1209年）に七堂伽藍が建立され仁王像が寄進された。室町時代には領主村上氏の庇護をうけ、天文10年（1541年）に廣意によって現在の本堂が再建されるが、村上氏が武田氏に滅ばされると一時衰退した。
天正11年（1583年）に別当寺だった法華寺が屋代氏の命で屋代に移されると、代って智識寺が別当寺となり、慶長14年（1609年）冠着山から現在地に移転した。江戸時代には歴代松代藩主から庇護され、文政年間（1818年 - 1830年）に大御堂の修復をが行なわれた。

## 伽藍
- 大御堂
- 仁王門
- 寺務所

## 文化財
重要文化財
- 大御堂　室町時代後期建立の寄棟造、茅葺の仏堂。妻入（寄棟屋根の三角形に見える側を正面とする）である点が仏堂としては珍しい。明治40年（1907年）に特別保護建造物（現在の重要文化財）に指定された[1]。
- 木造十一面観音立像（本尊）　平安時代後期の仏像で像高306センチメートルの一木造。昭和12年（1937年）重要文化財に指定された[2]。

千曲市有形文化財
- 仁王門　室町時代に建立されたもので木造金剛力士立像（室町時代作）を安置し千曲市有形文化財に指定された。
- 木造地蔵菩薩立像　享保年間（1716年 - 1736年）に本尊の脇侍として彫刻されたもので、昭和62年（1987年）に千曲市指定有形文化財に指定された。
- 木造聖観音菩薩立像　平安時代の作と推定され、昭和62年（1987年）に千曲市指定有形文化財に指定された。
- 木造釈迦如来座像　室町時代後期の作と推定され、こちらも昭和62年（1987年）に千曲市指定有形文化財に指定された。
- 直径8ｍ高さ2ｍの古墳時代後期と推定される古墳も存在し昭和62年に千曲市指定史跡となっている。内部構造は明らかになっていないが、伝承によると横穴式石室とみられる。